# 聖公媽廟
22°36′55″N 120°17′36″E / 22.615206°N 120.293250°E
苓雅寮萬應公廟，又稱聖公媽廟，是位於臺灣高雄市苓雅區苓雅寮的廟宇，其主神神像不公開，隱身在廟中的小祠裡。

## 傳說
傳說此廟是早年位在低地沙洲的萬應公祠，夜晚會發出燐光。附近漁民出海歸航都要前往上香膜拜，祈求保佑。於清中葉漁民出資興建小廟供奉，命名為「萬應公廟」，即目前的廟中小廟。雖地處低窪地，即使大水侵襲廟中也從來不進水，因而信徒認廟中神明威力無邊，香火逐漸鼎盛。
另一傳說是臺灣清治時期有一年淹水時，當地一位煙花女子撿到一尊來歷不明的神像。她向該神供奉許願，若發達一定為祂蓋一座廟，之後恩客滿門，賺了不少錢；而且屢次淹水，儘管她家地勢低窪，竟滴水不侵。後來她在現址蓋了一座高僅及腰的磚瓦小廟，此神明遂成風塵女子和江湖兄弟的守護神。據說向祂許願相當靈，但當願望達成之後如不還願，便會病魘纏身，直到還願為止。賭徒也喜歡祭拜，一般相信祂能使賭徒扳回老本。據說假如佩帶觀音佛像香火前往許願，擲筊出現的都是笑筊。

## 歷史
由於廟方沒有管理委員整理廟史，興建年代以及淵源無法考據。約1970年代末，該廟大興土木在原先的磚瓦小廟外面加蓋四、五層樓高的殿堂，成了「廟中有廟」。

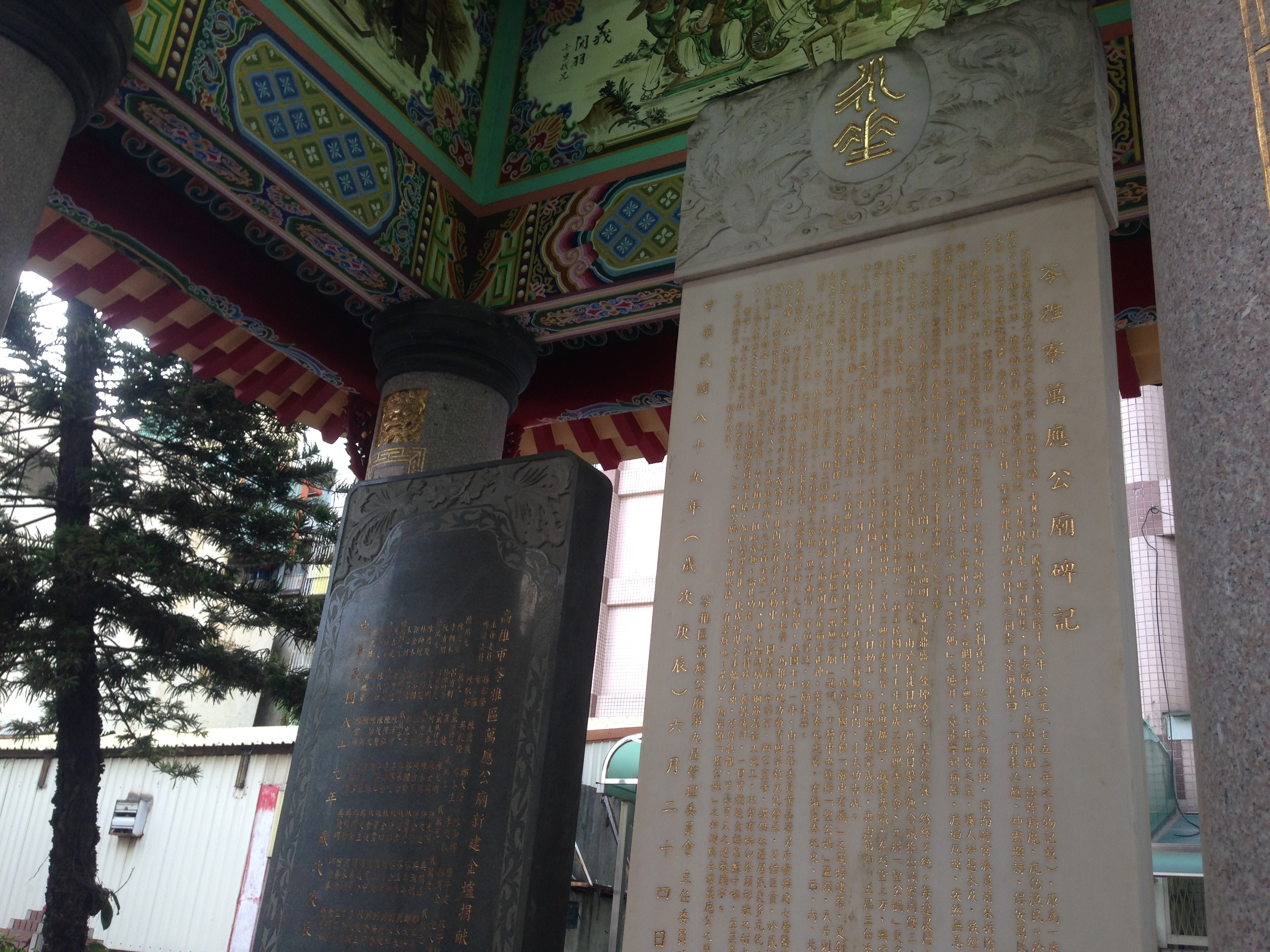
廟內碑文為出自高雄市鼓山區戶政事務所工友張仙得之手。他在文獻會和英國領事館服務過，常為高雄人士寫生平事蹟、或寺廟寫沿革碑文。

該廟曾作為台灣選舉秀場合。1977年中華民國縣市長選舉，同年11月14日，高雄市長候選人王玉雲弟弟王慶禾於此廟斬雞頭發誓，引起許多民眾圍觀。王慶禾說沒有用兄長王玉雲的市長職權購地，若有，他與妻子活不過今年除夕，長女子女失明、次女子女啞巴、三女子女跛腳、四女子女白癡、五女絕嗣。
此廟也曾淪為毒品速賜康交易的集散地。在1980年代，該廟位於高雄港碼頭附近，有一片違建區內巷道甚多，入夜之後四週一片黑暗。又因原高雄市的黑社會人物以及風塵女子，絕大部份是聖公媽信徒。而黑道財源除賭色之外，販毒也是主要財源之一。因此大、中、小盤的毒販都聚集於此，讓此廟多年來為高雄市速賜康最大的集散地。後來苓雅分局查緝甚嚴，尤其在1980年底曾多次突擊掃蕩，逼毒販轉移陣地。
1985年成本不高的電影《十八王公》在票房上頗有斬獲，因而引起仿效現象，讓描繪傳統臺灣民間信仰的電影當道，聖公媽廟在同年也被拍成電影。海霸王餐廳老闆為了還願而投資此電影，請到楊麗花歌仔戲團員黃香蓮和影星伍百萬、郭俐伶、李小飛、司馬玉嬌、陳淑芳等聯合演出，導演郭清江，由高雄市議長陳田錨主持開鏡。

## 祀神

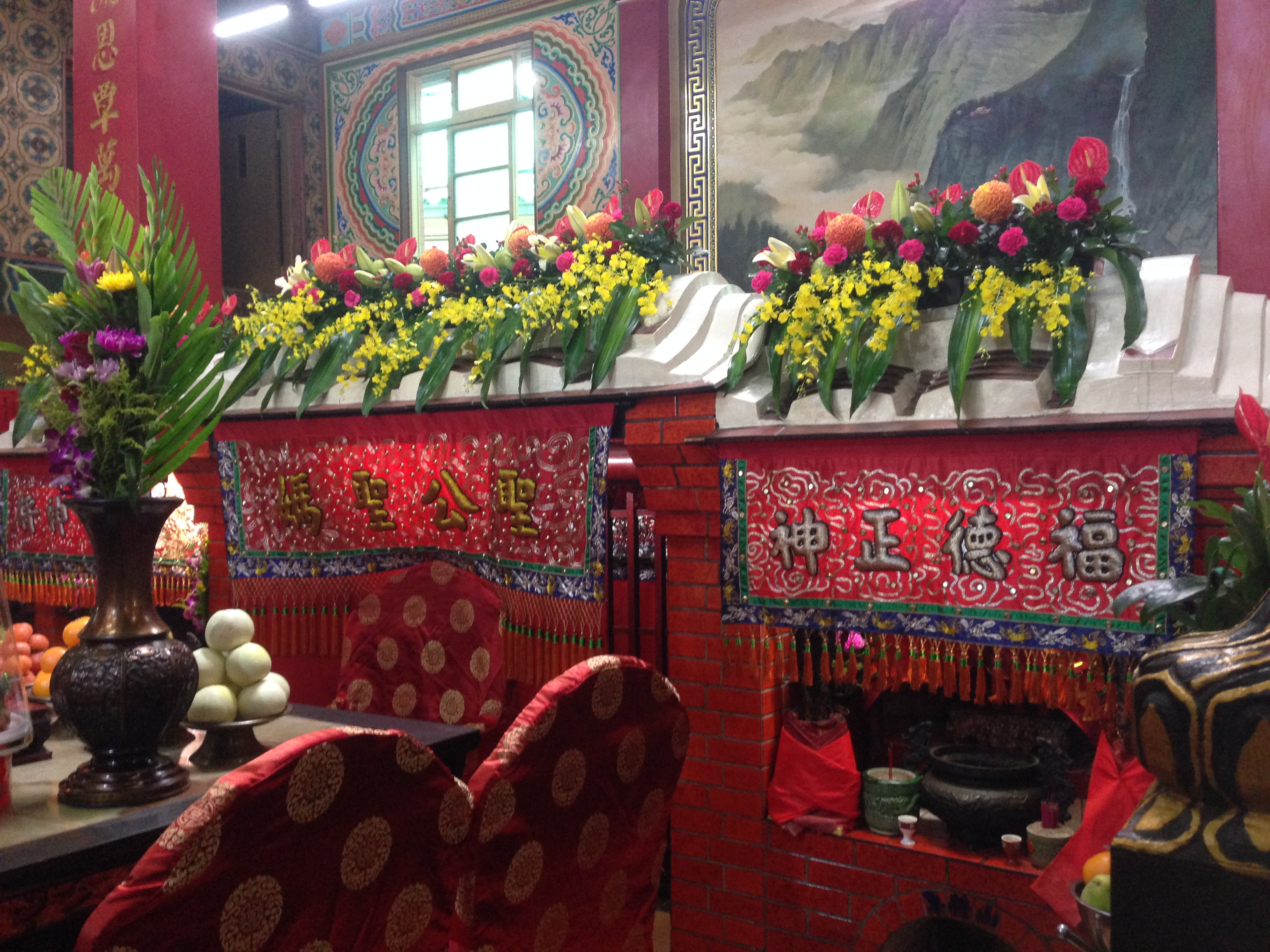
廟內的聖公聖媽神像隱身在小廟後進，以紅布罩住，無法看到。小廟左側供奉土地公，右側供奉五營神將。

## 祭祀慶典
以農曆八月初九為誕辰，香火鼎盛。每逢作壽，信徒蜂擁而至，上演動輒數十台的野台戲。